# La Dame d'onze heures
Ne doit pas être confondu avec l'ornithogale en ombelle, communément appelée dame d'onze heures.
Pour plus de détails, voir Fiche technique et Distribution.
La Dame de onze heures est un film français réalisé par Jean Devaivre, sorti en 1948.

## Synopsis
Mystérieuse affaire. Stanislas Octave Seminario, dit « SOS », incarné par Paul Meurisse, rentre d'Afrique, pour retrouver la famille Pescara : Gérard Pescara, homme d'affaires à la tête d'une entreprise pharmaceutique, son fils Charles, et sa fille Muriel.  Celle-ci est désormais fiancée à un jeune pharmacien, Paul Wantz. Depuis un an, Gérard Pescara reçoit lettre anonyme sur lettre anonyme, et le climat de la maison s'est alourdi. Dans une ambiance de tensions  et de silences, où chacun tait ce qu'il sait et cherche à savoir, SOS va mener l'enquête. C'est à Vimy, dans les ruines du Nord de la France que se trouve sans doute le cœur de l'intrigue, et sa solution.
Chacun mène l'enquête à sa façon, alors que les courriers anonymes continuent d'arriver. Jusqu'au jour où Charles est retrouvé mort dans un taxi, devant la gare du Nord. Apparemment empoisonné, il a murmuré avant de mourir « la dame d'onze heures ».  Progressivement, SOS reconstitue le chemin, tandis que la tension monte : Gérard, le père, est lui-même victime d'un empoisonnement. 
À nouveau tout remonte vers Vimy, vers une mystérieuse clinique hantée de hurlements d'aliénés. Et SOS va découvrir que la dame d'onze heures, ce n'est pas seulement une plante.

## Fiche technique
- Réalisation : Jean Devaivre
- Scénario : Jean-Paul Le Chanois (adaptation & dialogues) d'après le roman de Pierre Apestéguy
- Photographie : René Gaveau
- Musique : Joseph Kosma
- Décors : Robert Hubert
- Son : Tony Leenhardt
- Montage : Louis Devaivre
- Production : Neptune
- Directeur de production : Simone Devaivre
- Pays de production :  France
- Format : Son mono - Noir et blanc - 35 mm
- Genre : Policier
- Durée : 97 minutes
- Date de sortie : 
  - France -  3 mars 1948
- Affiche : Jean Mascii (France)

## Distribution
| - Paul Meurisse : Stanilas Octave Seminario SOS, détective - Micheline Francey : Muriel Pescara, la fille - Gilbert Gil : Charles Pescara, le fils - Pierre Renoir : Gérard Pescara, le père - Jean Tissier : Guillaume - Pierre-Louis : Paul Wantz - Junie Astor : Hélène Tassin - Jean Debucourt : Le docteur Vermeulen - Jean Brochard : Le juge d'instruction - Pierre Palau : Le portier - Georges Bever : Baptiste, le greffier - Marcel Pérès : Le cantonnier - Jean Sinoël : Le jardinier - Michel Seldow : Le prestidigitateur - Arthur Devère : L'éclusier - Alfred Baillou : Un homme - Henry Gerrar : Le concierge | - Madeleine Suffel : La patronne de l'hôtel - Mady Berry : Madame Tassin - Georgette Tissier : La téléphoniste - Claire Gérard : La concierge - Marcelle Rexiane : La directrice - Germaine Stainval : Une commère - Julienne Paroli : Une commère - Geneviève Morel : La cuisinière des Pescara - Jean-Marc Tennberg : L'agent en faction - Colette Mareuil - Cécile Eddy - Maurice Salabert - Léon Arvel - Pierre-Jacques Moncorbier |

## Commentaire
Un montage particulièrement original pour l'époque, extrêmement rapide, à la fois baroque et ironique, avec un Paul Meurisse aux antipodes des Diaboliques et préfigurant une quinzaine d'années avant Le Monocle de Georges Lautner.
Paul Meurisse tournera à nouveau pour Jean Devaivre quelques années plus tard, dans L'inspecteur aime la bagarre.
Les acteurs fétiches de Jean Devaivre, le très dense Pierre Renoir, que l'on retrouvera dans la Ferme des 7 Péchés, ou Jean Tissier, le valet de chambre plein d'humour, ou encore Pierre Palau - venu de la Main du diable, Junie Astor et son visage hiératique,  contribuent à donner à ce film sa tonalité particulière, d'humour et de maîtrise. Comme la musique de Joseph Kosma, qui fut le compositeur de quasiment tous les films de Jean Devaivre.

## Anecdotes
- Après une pochade, Le Roi des resquilleurs (en 1945, avec Rellys et Jean Tissier), c'est le deuxième film de Jean Devaivre, né en 1912. Il fut l'assistant de Maurice Tourneur (et de Colombier ainsi que de Billon). Il a aussi réalisé deux Caroline chérie (1952 et 1954) et un autre film avec Paul Meurisse : L'inspecteur aime la bagarre (1956). Œuvre oubliée : La Ferme des sept péchés (1948) ;
- Le film a été en partie tourné à  Auby dans le département du Nord, le long du canal de la Haute-Deûle.